# Prioridad de autobús
Prioridad de autobús o prioridad de señal de tránsito (PST) es un nombre para varias técnicas para mejorar el servicio y reducir el retraso de los vehículos de transporte público en las intersecciones (o cruces) controlados por señales de tráfico. Las técnicas de PST se asocian más comúnmente con los autobuses, pero también se pueden usar a lo largo de las líneas de tranvías, tranvías, tranvías o trenes ligeros, especialmente aquellos que se mezclan o entran en conflicto con el tráfico vehicular general.

## Técnicas

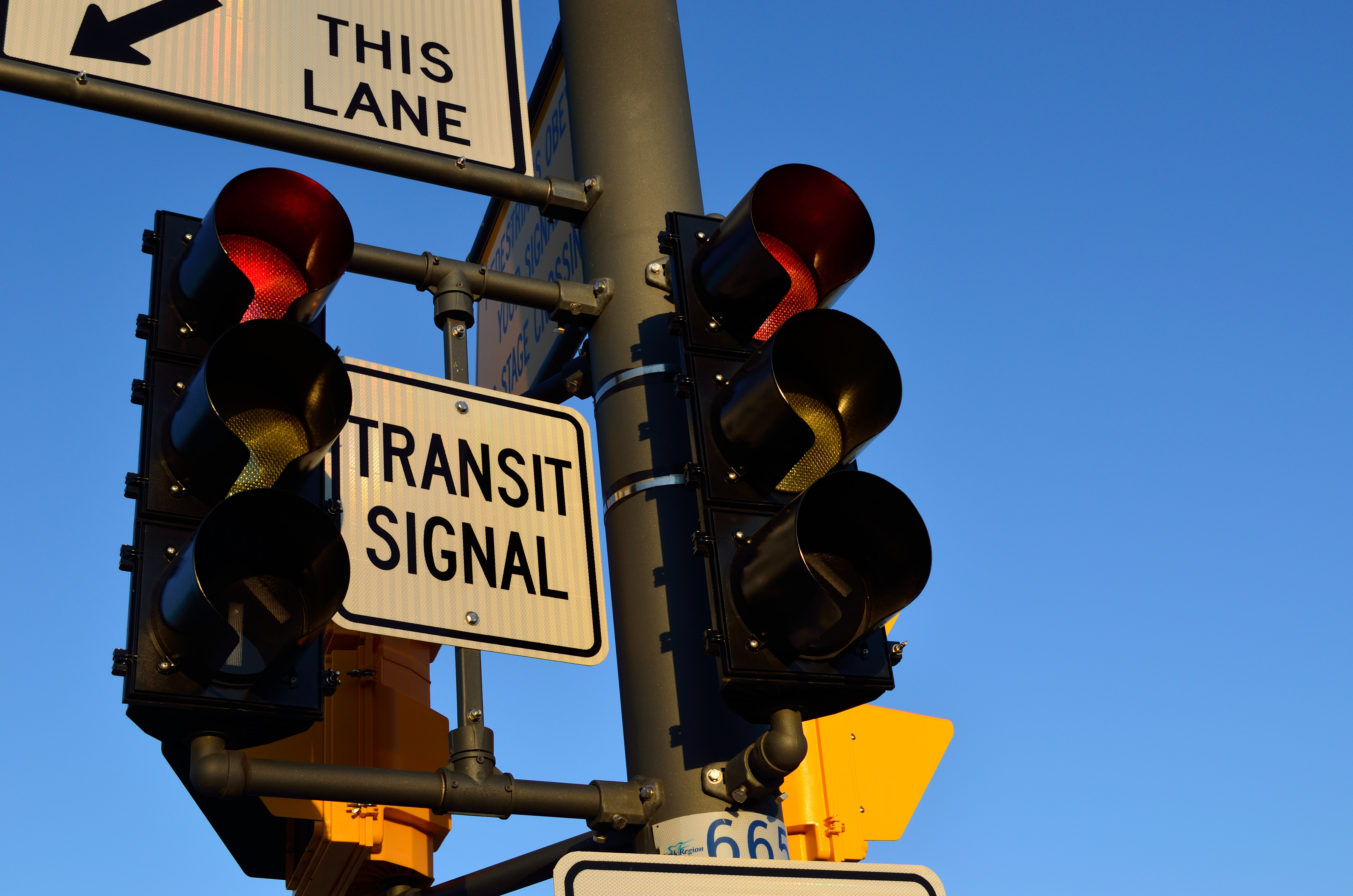
Un semáforo de señalización de tránsito en un sistema de prioridad de autobús.

Las técnicas de prioridad de señal de tránsito pueden clasificarse generalmente como "activas" o "pasivas". Las técnicas pasivas de PST suelen implicar la optimización de la sincronización de la señal o la coordinación de señales sucesivas para crear una "onda verde" para el tráfico a lo largo de la ruta de la línea de tránsito. Las técnicas pasivas no requieren hardware especializado (como detectores de bus y controladores de señales de tráfico especializados) y se basan simplemente en mejorar el tráfico de todos los vehículos a lo largo de la ruta del vehículo de tránsito.
Las técnicas activas de PST se basan en la detección de vehículos en tránsito a medida que se acercan a una intersección y en el ajuste dinámico de la sincronización de la señal para mejorar el servicio para el vehículo en tránsito. A diferencia de las técnicas pasivas, el PST activo requiere un hardware especializado: el sistema de detección incluye normalmente un transmisor en el vehículo de tránsito y uno o más receptores (detectores), y el controlador de señal debe ser "apto para PTS", es decir, lo suficientemente sofisticado como para llevar a cabo los ajustes de temporización requeridos. Las estrategias activas incluyen:
- Extensión Verde: Esta estrategia se utiliza para extender el intervalo verde hasta un valor máximo preestablecido si se acerca un vehículo de tránsito. Los detectores están ubicados de tal manera que cualquier vehículo en tránsito que simplemente pierda la luz verde ("sólo" significa no más que el tiempo máximo de extensión verde especificado) extiende el verde y es capaz de despejar la intersección en lugar de esperar durante todo un intervalo rojo. La Extensión Verde proporciona un beneficio a un porcentaje relativamente pequeño de autobuses (sólo los autobuses que llegan durante un corto período de tiempo se benefician de cada ciclo), pero la reducción en el retraso para aquellos autobuses que sí se benefician es grande (un intervalo rojo completo).
- Verde Temprano (también conocido como truncamiento rojo): Esta estrategia se utiliza para acortar las fases en conflicto cada vez que un autobús llega a un semáforo en rojo con el fin de volver antes a la fase del autobús. Las fases en conflicto no terminan inmediatamente como en el caso de los sistemas de anticipación de vehículos de emergencia, sino que se acortan en una cantidad predeterminada. El verde temprano beneficia a una gran parte de los autobuses (cualquier autobús que llega a un semáforo en rojo) pero proporciona un beneficio relativamente modesto a esos autobuses. El verde temprano se puede combinar con la extensión verde en la misma intersección para aumentar los beneficios promedio para el tránsito.
- Rojo Temprano: Si un vehículo de tránsito se acerca durante un intervalo verde, pero está lo suficientemente lejos como para que la luz cambie a rojo cuando llegue, el intervalo verde se termina temprano y las fases en conflicto son atendidas. La señal puede entonces regresar a la fase del vehículo de tránsito antes de lo que lo haría de otro modo. El rojo temprano es en gran medida teórico y no se utiliza comúnmente en la práctica.
- Rotación de fases: El orden de las fases en la intersección puede ser barajado para que los vehículos de tránsito lleguen durante la fase que necesitan. Por ejemplo, es común que los controladores de tráfico den a las fases de giro a la izquierda protegidas seguidas de las fases de paso adyacentes ("izquierdas principales"); sin embargo, este orden puede invertirse para que las fases de paso sean seguidas de izquierdas protegidas ("izquierdas retardadas"). Una señal con la rotación de fase habilitada podría cambiar de su operación normal de avance hacia la izquierda a una secuencia de retroceso hacia la izquierda si se espera que llegue un bus de giro hacia la izquierda después de que termine la fase de avance hacia la izquierda normalmente programada.
- Fase(s) de Tránsito Actuado(s): Estas son fases que sólo se llaman si un vehículo de tránsito está presente. Se pueden ver a lo largo de las líneas de tranvías o en los carriles exclusivos para autobuses. También se pueden utilizar cuando se permite que los vehículos de tránsito hagan movimientos que el tráfico general no es ("No Left Turn Excepto Autobuses") o en las entradas y salidas de los centros de tránsito (por ejemplo, estaciones de autobuses). Las caras de las señales de tránsito a menudo se ven diferentes de una cara estándar verde/amarillo/rojo para evitar confusiones con las señales para el tráfico general. Por ejemplo, los semáforos de autobús pueden mostrar una letra "B", mientras que los tranvías y los vehículos de metro ligero pueden mostrar una letra "T".
- Inserción de fase: Esta estrategia permite que un controlador de señal regrese a una fase crítica más de una vez en el mismo ciclo si se detectan vehículos en tránsito que utilizan esa fase. Por ejemplo, si un autobús que gira a la izquierda llega a una intersección después de que la fase de giro a la izquierda ha sido servida, la señal puede insertar una segunda fase de giro a la izquierda antes de proceder a servir la calle lateral.